# Ferenc Fazekas
Ferenc Fazekas (također Franjo Fazekaš, Bečej, 29. rujna 1958.) prelat je Katoličke Crkve i biskup subotički.
Osnovnu školu završio je u Osnovnoj školi „Sándor Petőfi” u Bečeju između 1965. i 1973. godine. Srednju školu završio je u Malom sjemeništu subotičke biskupije Paulinum od 1973. do 1977. godine. Teološki studij na Katoličkom bogoslovnom fakultetu završio je u Zagrebu od 1977. do 1984. godine. Za svećenika je zaređen u Subotici 29. lipnja 1984.
Bio je župni vikar od 1984. do 1986. u župi Presvetog Trojstva u Somboru. Od 1986. do 1988. župni je upravitelj u Bajši i župni vikar u Bačkoj Topoli. Od 1988. do 1993. župnik je u Bogojevu te u Bajši. Od 1994. do  1998. bio je župnik u župi sv. Franje u Senti. Od 1998. župnik je u Bačkoj Topoli. Godine 2021. bio je župnik je župe sv. Jurja u Subotici. Između 2005. i 2012. bio je na službi dekana Bačkotopolskog dekanata, a od 2012. do 2020. bio je arhiprezbiter Potiskog arhiprezbiterata. Godine 2020. imenovan je za generalnog vikara Subotičke biskupije. Ovu službu vršio je sve do smrti biskupa Slavka Večerina, te je 29. kolovoza 2022. bio izabran za dijecezanskog upravitelja Subotičke biskupije.
Papa Franjo imenovao ga je biskupom subotičkim dana 7. listopada 2023. Posvećen je za biskupa u katedrali svete Terezije Avilske u Subotici 11. studenoga 2023. godine. Glavni posvetitelj bio je zagrebački nadbiskup metropolit Dražen Kutleša.